# Airbus E-Fan
L'E-Fan est un prototype d'avion à propulsion électrique conçu par Airbus Group Innovations dans le cadre d'un projet lancé en 2011 et annulé en 2017.

## Développement

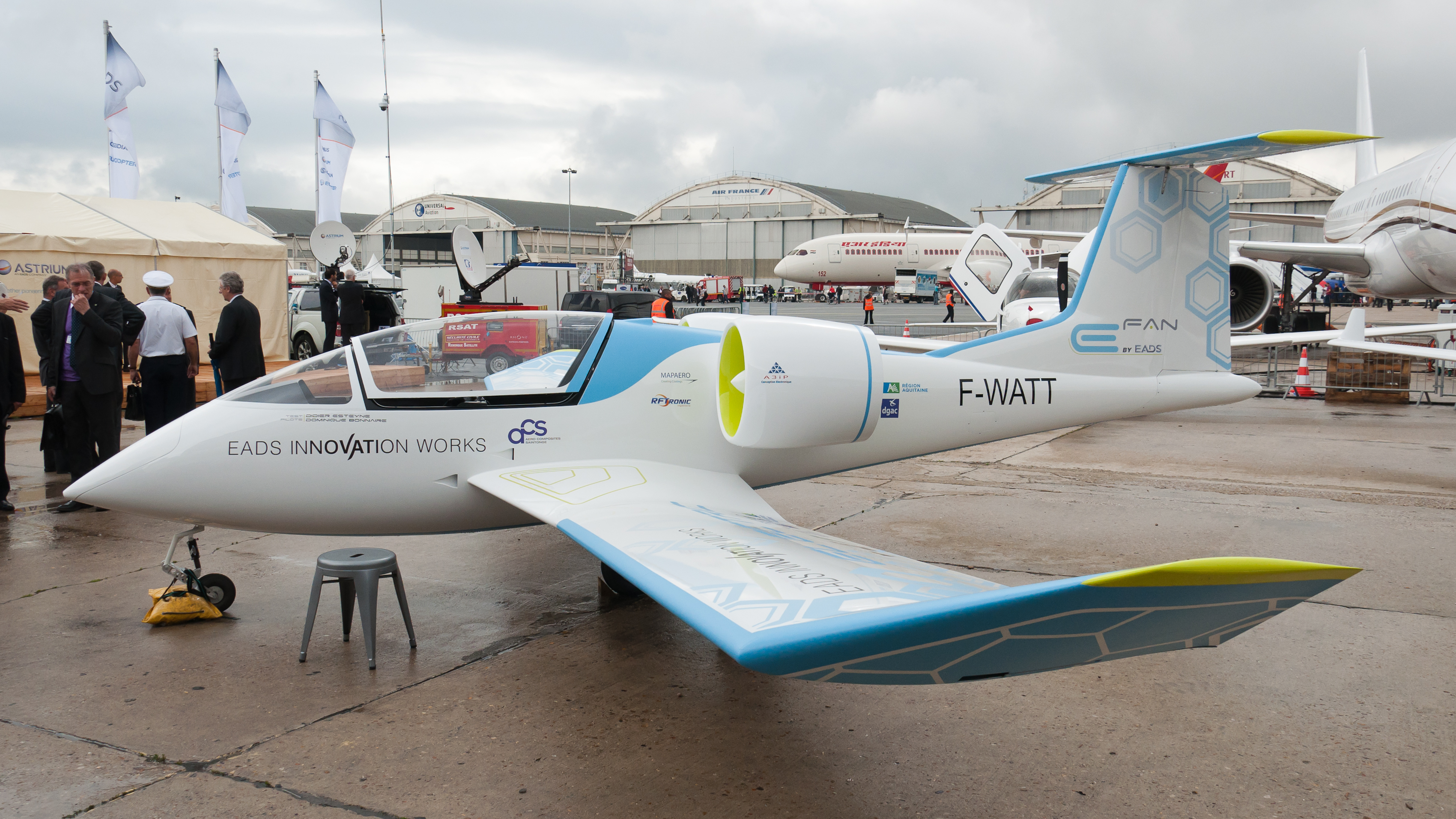
L'E-Fan au salon du Bourget 2013

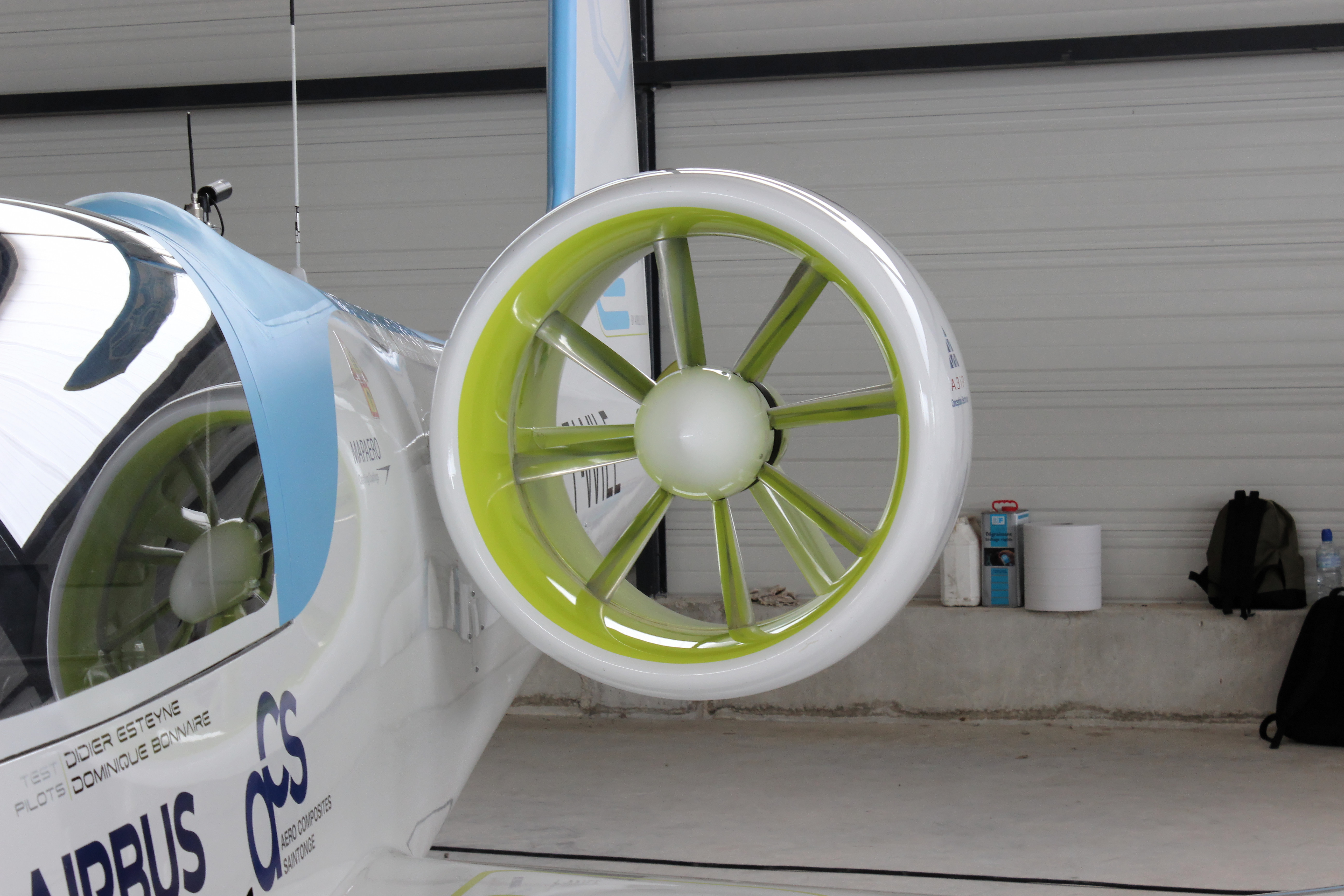
Détail d'une turbine de l'E-Fan

Le projet E-Fan est lancé en 2011 et présenté au salon du Bourget 2013. L’E-Fan est l’héritier du Cri-Cri, un petit bimoteur de voltige tout électrique, développé par EADS, ACS et l’association Green Cri-Cri, qui avait été présenté au salon du Bourget en 2011.
Le projet est cofinancé par la Direction générale de l'Aviation civile (DGAC), le Fonds européen de développement économique et régional (FEDER), le Fonds pour les restructurations de la défense (FRED), la région Aquitaine et le département de la Charente-Maritime. Les entreprises partenaires sont le CRITT Matériaux, l'Institut Pprime, C3 Technologies, Dassault Systems, Saft, le CEA, Zodiac Aerospace, Safran et DAHER-SOCATA. Cette dernière entreprise est chargée du développement de l'E-Fan, des essais en vol et de la certification auprès de l’Agence européenne de la sécurité aérienne. Quatre grandes écoles sont également partenaires du projet : trois grandes écoles aéronautiques : l'IMA, l'ENAC et l'ISAE, ainsi qu'une grande école généraliste : Arts et Métiers ParisTech.
L'E-Fan constitue « le projet central » du plan « Avion électrique et nouvelle génération d'aéronefs », l'un des 34 plans de la « Nouvelle France industrielle » mis en place par le ministère du Redressement productif. Le prototype de l'E-Fan est fabriqué par Aéro Composites Saintonge, basée à Saint-Sulpice-de-Royan (Charente-Maritime). Le premier vol a eu lieu le 11 mars 2014. Le premier vol officiel a lieu le 25 avril 2014.
Le 10 juillet 2015, l'E-Fan réalise sa première traversée de la Manche, entre Lydd, dans le Kent, et l’aéroport de Calais - Dunkerque. C'est le quatrième avion électrique à avoir traversé la Manche, le premier étant le Solar Challenger (en) de Paul McCready, en 1981, le second le pendulaire utilisant de l'hydrogène de Gérard Thévenot le 6 août 2009 à l'occasion de l'année centenaire de la traversée de Louis Blériot, et le troisième le Cri-Cri électrique de Hugues Duval (qui n'a pas fait un décollage autonome), la veille du vol de l'E-Fan.
La construction de l'usine d'assemblage de l'E-Fan devait débuter en 2016, à l'aéroport de Pau-Pyrénées, projet dans lequel Airbus Group annonce investir 20 millions d'euros, créant 350 emplois indirects locaux. Grâce à cette usine, Airbus Group comptait tester un nouveau modèle de production basé sur de petites unités de production très automatisées. La mise sur le marché était prévue pour 2017.
La production en série était censée porter sur deux modèles différents de celui qui a été présenté (l'E-Fan 1, avec deux sièges en tandem) :
- l'E-Fan 2.0, avec deux sièges côte à côte ;
- l'E-Fan 4.0, à quatre sièges, avec une autonomie programmée de plus de trois heures.

Une étude de marché d'Airbus Group vise un scénario « tout à fait réaliste » de fabrication de 40 à 80 avions électriques par an. Pour Airbus, c'est une première étape dans la production de générations successives d'avions électriques de tailles croissantes, jusqu'à la construction d'avions gros porteurs tout électriques dans les vingt prochaines années.
En juillet 2016 Airbus présente une version hybride de son prototype, qui peut décoller grâce à ses batteries, et prolonger son autonomie grâce à un moteur à combustion. Airbus indique par ailleurs qu'il n'est plus question de produire de version 4 sièges, le projet étant recentré sur le développement des technologies nécessaires pour de futurs avions de ligne hybrides.
Fin mars 2017, Airbus annonce son retrait du projet et l'annulation de la construction de l'usine d'assemblage.
Le 16 décembre 2019, l'E-Fan 1.0 rejoint les collections du musée Aéroscopia.

## Utilisation
L’E-Fan est particulièrement adapté aux missions de courtes durées (30 minutes à une heure), « comme la formation des pilotes débutants, le remorquage des planeurs et la voltige ». Le marché des avions-école est ainsi évalué à 21 000 avions sur vingt ans. Par ailleurs, cet avion-école « devrait abaisser significativement le niveau de bruit autour des aérodromes », pollution à l'origine de nombreuses plaintes de riverains.

## Caractéristiques
L'E-Fan atteint une vitesse de 110 km/h au décollage et sa vitesse de croisière s'établit à 160 km/h.
Cet avion de 6,7 mètres de long et 9,5 m d’envergure déploie une masse maximale de 550 kilos au décollage. Son aérostructure est entièrement constituée de matériaux composites. Il est équipé de deux moteurs électriques alimentés par des batteries lithium-ion de 250 V situées dans les ailes. Il a une autonomie d'une heure, à laquelle s'ajoutent quinze minutes de réserve. Le coût de la consommation d'électricité de l'appareil est estimé à deux euros par heure de vol, et l'objectif est d'opérer cinq vols par jour.

## Futurs projets basés sur l'E-Fan
Marwan Lahoud, ex-directeur général délégué à la stratégie et au marketing du groupe Airbus, considère que l'E-Fan est une première étape du développement des avions électriques. Il affirme ainsi que l'« objectif, c'est de faire voler dans 20 ans un avion de ligne 100% électrique avec 100 places ». Airbus a ainsi présenté un premier concept baptisé E-Thrust en 2013, combinant propulsion électrique et turbine à gaz. Dans cette perspective, Jean Botti, Chief technical officer du groupe Airbus, a assuré qu'un premier prototype pourrait être produit d'ici 10 ans.
Le moteur de l'E-Fan va être réutilisé lors d'un projet étudiant au département Génie Mécanique et Productique Techniques Aérospatiales de l'IUT Paul Sabatier de Toulouse : l'E-Eole, qui compte faire s'élever dans les airs une reproduction taille réelle de l'Éole, avion fabriqué par Clément Ader en 1890. Cette réplique, conçue et fabriquée par des élèves ingénieurs de l'Ecole Centrale en 1990, est en cours de restauration.